# 徐庄镇 (登封市)
徐庄镇，是中华人民共和国河南省郑州市登封市下辖的一个乡镇级行政单位。

## 行政区划
徐庄镇下辖以下地区：
徐庄村、何家门村、杨林村、安沟村、孙桥村、祁沟村、柳泉村、王屯村、高坡村、菩堂村、郑庄村、屈沟村、刘沟村和马峪口村。